# 101
.
101 је била проста година.

## Догађаји
- Почео први дачки рат

- Цар Трајан почиње своје четврто конзулство.
- Цар Трајан започиње поход на Дакију, проширујући границе Римског царства које је поставио Октавијан Август.
- Трећа битка код Тапае: Римске снаге, предвођене Трајаном, побеђују дачког краља Децебала у Трансилванији.

### Септембар
- септембар — Друга битка код Тапе